# W88
W88 je americká termonukleární hlavice. Má sílu 475 kilotun a je koncipována jako dostatečně malá pro přenášení raketami. Byla vyvinuta v 70. letech v laboratoři v Los Alamos. V roce 1999 tuto hlavici popsal ředitel Los Alamos jako nejmodernější jadernou hlavici z arzenálu USA. Její výška činí 1,75 metru, průměr 0,55 metru a váží do 360 kilogramů.
Hlavice je určena pro raketu UGM-133 Trident II, která jich unese 8. Skládá se z primární dvoubodově iniciované implozní bomby posílené termonukleární fúzí, která má kódové označení Komodo. Tato primární část je iniciována generátorem neutronů, který se pravděpodobně nachází ve "špici" hlavice. Podstatnou část síly bomby tvoří sekundární část (kódově označená Cursa), která je sféricky modifikovaná Teller-Ulamova koncepce. Toto je uloženo v arašídově tvarované dutině z přírodního uranu, který se štěpí od vysoce energetických neutronů.